# Thirteen Lives
Thirteen Lives é um filme biográfico de drama e suspense americano baseado no resgate da caverna de Tham Luang em 2018. Dirigido por Ron Howard, o filme é estrelado por Viggo Mortensen, Colin Farrell e Joel Edgerton.
Thirteen Lives está agendado para ter um lançamento limitado nos Estados Unidos em agosto de 2022 pela United Artists Releasing e depois lançado no Amazon Prime Video.

## Elenco
- Viggo Mortensen como Richard Stanton
- Colin Farrell como John Volanthen
- Joel Edgerton como Richard Harris, um anestesista.
- Sukollawat Kanarot como Saman Kunan
- Thiraphat Sajakul como Anand
- Sahajak Boonthanakit como Narongsak Osatanakorn
- Vithaya Pansringarm como General Anupong Paochinda
- Teradon Supapunpinyo como Ekkaphon Chanthawong
- Nophand Boonyai como Thanet Natisri
- Tom Bateman como Chris Jewell
- Paul Gleeson como Jason Mallinson
- Lewis Fitz-Gerald como Vernon Unsworth
- U Gambira como Kruba Boonchum

## Produção
Em 10 de julho de 2018, um sócio-gerente da produtora cinematográfica norte-americana Pure Flix anunciou que a empresa planejava criar um longa-metragem baseado no resgate da caverna de Tham Luang em 2018, com potencial para lançamento mundial.
Foi anunciado em abril de 2020 que Ron Howard dirigiria o filme, com William Nicholson escrevendo o roteiro. A Metro-Goldwyn-Mayer adquiriu os direitos do filme no mês seguinte.
Em março de 2021, Viggo Mortensen, Colin Farrell e Joel Edgerton estavam entre o elenco anunciado para estrelar o filme.

### Filmagens
As filmagens começaram em 29 de março de 2021 na Austrália.

## Música
A trilha sonora do filme será composta por Benjamin Wallfisch.

## Marketing
A primeira filmagem do filme foi apresentada como parte da apresentação da MGM/United Artists Releasing na CinemaCon em 24 de agosto de 2021.

## Lançamento
Thirteen Lives está agendado para ser lançado em agosto de 2022 nos Estados Unidos, pela United Artists Releasing. Ele receberá um lançamento limitado nos cinemas antes de ser transmitido no Amazon Prime Video. Ele foi originalmente programado para um lançamento amplo em 15 de abril de 2022, e foi adiado para 18 de novembro de 2022 em resposta a resultados positivos de suas exibições teste, onde ganhou um 97 nas duas primeiras exibições e uma recomendação definitiva de 86, a mais alta da história da MGM.  Em maio de 2022, no entanto, o filme foi trazido para sua data de lançamento atual devido à aquisição da MGM pela Amazon em março.
No Brasil, o filme está agendado para ser lançado em 17 de novembro de 2022.